# Paullinia trigonia
Paullinia trigonia är en kinesträdsväxtart som beskrevs av Vell.. Paullinia trigonia ingår i släktet Paullinia och familjen kinesträdsväxter. Inga underarter finns listade i Catalogue of Life.